# Alice-Salomon-Park
Der Alice-Salomon-Park befindet sich im Berliner Ortsteil Schöneberg im Straßenkarree der Eisenacher, Freisinger, Karl-Schrader- und Barbarossastraße. Er entstand durch Umgestaltung einer früheren namenlosen Fläche und wurde zum Jahr 2000 eröffnet. 

## Entstehung und Geschichte
Eine bis dato namenlose Grünfläche wurde vom Bezirksamt Schöneberg (seit 2001: BA Tempelhof-Schöneberg) unter Einbeziehung vorhandener Bäume und Sträucher zu einem Park aufgewertet und erhielt am 12. Dezember 2000 seinen Namen nach Alice Salomon (1872–1948), einer liberalen Sozialreformerin in der deutschen Frauenbewegung und Wegbereiterin der Sozialen Arbeit.
Im Jahr 2010 ließ das Bezirksamt die Sitzbänke im Park abbauen. Anwohner hatten sich geärgert, dass sich im Park eine Trinkerszene etabliert hatte. Der Park hieß deshalb im Volksmund auch Penner-Park.
Der von Oktober bis Dezember 2015 umgestaltete Park erhielt bei dieser Gelegenheit einen neuen Spielplatz und eine Tischtennisplatte. Die veränderte Wegeführung folgt nun dem historischen Verlauf der Schwäbischen Straße zwischen Barbarossaplatz und Grunewaldstraße. Zudem wird die Grünanlage dadurch deutlich besser wahrgenommen.
Das am Rande des Parks stehende Haus aus den 1950er Jahren aus dem damaligen Aufbauprogramm (Barbarossastraße 59/60) wurde ab 2013 trotz umfangreicher Proteste zugunsten eines Neubaus mit Eigentumswohnungen abgerissen. Der Park verlor dadurch einen kleinen Teil seiner Fläche. Als Kompensation wurde der Park im Spätherbst 2015 saniert und umgestaltet: Der Spielplatz erhielt neue Spielgeräte, der Hauptweg wurde asphaltiert und nun auch für Radfahrende freigegeben. Neue Bäume und Gehölze wurden gepflanzt. Die entstandenen Kosten von rund 270.000 Euro hatte die Projektentwicklungsgesellschaft Hochtief als Ausgleichsmaßnahme für einen Neubau am Barbarossaplatz ausgegeben, schließlich aber die Kosten auf die Käufer der Wohnungen umgelegt. 
Eltern entdeckten im Jahr 2017 auf dem Buddelplatz rund 100 große, offenbar absichtlich großflächig im Sand verteilte Stecknadeln. Verletzt wurde aber niemand. Das informierte Ordnungsamt ließ den gesamten Sand professionell reinigen, wofür rund 500 Euro aufgebracht werden mussten. Ein Verursacher konnte nicht ausfindig gemacht werden.

## Ausgestaltung
Im Park befindet sich ein Spielplatz mit Doppelschaukel, gefederten Holztieren und einer Rutsche. Weiterhin gibt es einige Spielhütten mit einem Picknicktisch sowie einen Bolzplatz und eine Tischtennisplatte.